# Plomada (pesca)

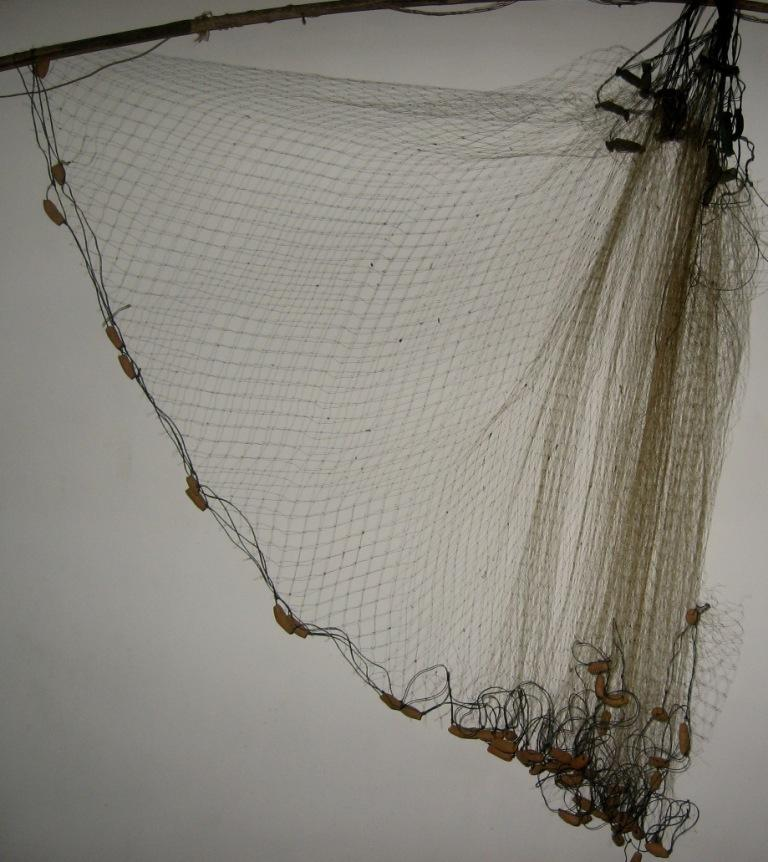
Plomada en una red india

Entre pescadores se entiende regularmente por plomada todo cuerpo sólido que por su gravedad específica proporciona el descenso de las redes y demás artes de pescar en el cuerpo de las aguas. Según los países suelen ser varios los nombres con que se expresa. Cuando es puramente de plomo y de forma de pera se nombra Chumbao, Chombito, etc.
Estas plomadas son las más adecuadas para la pesca de cordel, a cuyo efecto y para atarlas con más comodidad se agujerean centralmente dejando una presilla. Las plomadas para las redes de tiro consisten en una plancheta o chapa enrollada al modo en que se manifiesta para colocarla en la relinga o cuerda. Estas son forjadas por cada pescador a su modo: las mejores son las del metal que les da el nombre porque su ductilidad hace más fácil la colocación en las cuerdas inferiores de las redes.
Las hay que se forman de barro cocido, a manera de cuentas de rosario con la denominación de Bollos o Rodetes, para ensartarlas con facilidad en las cuerdas inferiores. Asimismo se arman las redes poniendo en lugar de plomos piedras proporcionadas o pedazos de teja de figura cuadrada o redonda pero semejantes emplomaduras, cada una pendida precisamente de un cordelito, están expuestas a perderse frecuentemente.
En la colocación de las plomadas cada pescador sigue el orden que mejor le parece conforme al sitio en el que intenta pescar. En los fondos de arena, mayormente si es de calidad crecida, las redes se suelen cargar de plomo con especialidad en aquellas pesqueras en que el impulso del tiro, ya sea a fuerza de brazos o a la vela, es muy violento porque de lo contrario es exponerse a que el arte quede atollado y romperse las cuerdas con que se tira.
En los parajes cuyo fondo es cieno suelto, muchas veces se aumenta el número de plomos porque su gravedad asegura más el lance en las redes rastreras sin exponerse a padecer el riesgo de los parajes arenosos.